# 스페이드의 여왕 (오페라)

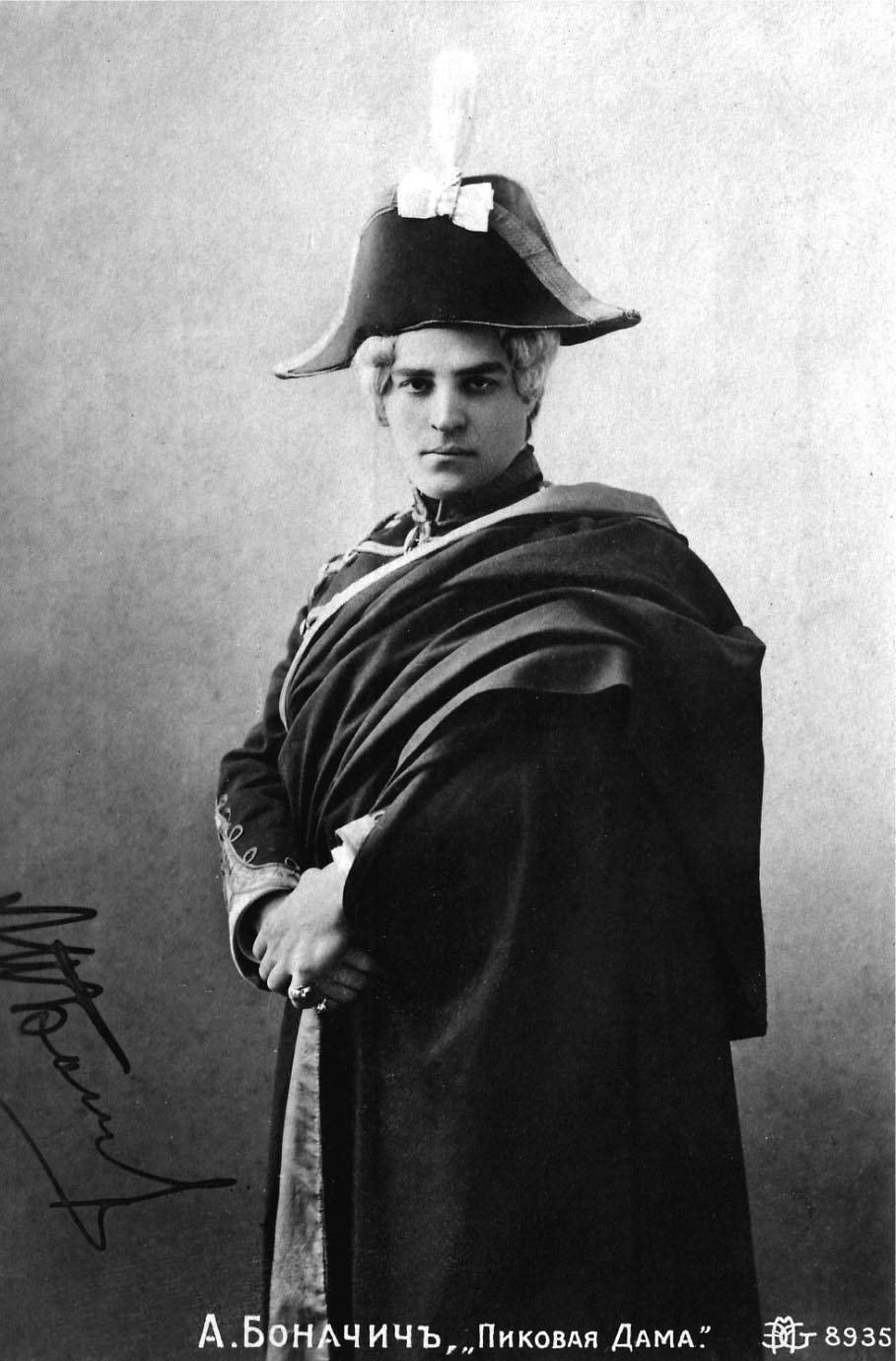

스페이드의 여왕(러시아어: Пиковая дама 피코바야 다마[*], 프랑스어: Pique-Dame 피크담[*])은 차이콥스키가 작곡한 3막의 오페라이다. 시인 알렉산드르 푸시킨의 단편 소설을 기초로 작곡가의 형제인 모데스트 차이콥스키가 러시아어 대본을 작성하였다. 1890년 12월 19일 상트페테르부르크 마린스키 극장에서 화려한 초연이 막을 올렸다. 1902년 구스타프 말러가 빈 주립 오페라에서 이를 지휘하였고, 1910년에는 유명한 오페라 극장 대부분이 이 작품을 상연하였다.
이전에, 스페이드 여왕은 아직도 사용되는 "피그 담"이라는 제목 하에, 주로 프랑스어로 공연되었다. 현재 이 오페라는 거의 독점적으로 러시아어로 불린다.
오페라의 주제는 주로 도박 중독의 파괴적이고 고립되는 본성에 대한 것을 그린다. 푸시킨의 원작은 오페라를 위해 극적으로 만들기 위해 수정되었다. 이 오페라는 게르만과 리자와의 애정 행각은 푸시킨의 소설 안에서 더 진실되고, 소란스러움이 줄었다. 푸시킨은 게르만을 정신병원에 보내고, 리자는 다른 남자와 결혼시키나,, 이 오페라는 멜로드라마적으로 둘의 자살로 끝을 마치게 된다.
이 오페라에서 주인공 게르만은 모든 7장에 출연하여 노래르 부르고, 이는 가수에게 굉장한 능력과 인내를 요구한다. 이 역은 유명한 러시아 테너인 니콜라이 피그네르를 위해서 작곡되었다.

## 등장인물
- 주요 인물

헤르만 (테너)
백작 부인 (메조소프라노)
리자, 백작 부인의 손녀딸 (소프라노)
옐레츠키 대공, 리자의 약혼자 (바리톤)
톰스키 백작, 헤르만의 친구 (바리톤)
체카린스키, 헤르만의 친구 (테너)
- 기타

폴리나, 리자의 절친한 친구 (콘트랄토)
마루노프 (베이스)
가정 교사 (메조소프라노)
Master of Ceremonies (테너)
예까쪠리나 여제 (무음)
마샤, 리자의 하녀 (소프라노)
Make-believe Commander (소년)
간호인, 가정 교사들, 산책인들, 이이들, 도박꾼들, wet-nurses

## 줄거리
18세기 후반, 예까쩨리나 2세의 통치 시기(1762-96)

### 1막
- 1장: 상트페테르부르크의 여름 정원

화창한 봄날 유모, 가정 교사, 아이들, 병사들이 공원안에서 산책한다. 이들 중 장교인 수린과 체카린스키가 그들의 친구 게르만의 이상한 행동에 대해 얘기한다. 그는 전날 밤 도박판에서 합류하지 않은 채, 그판을 바라만 보고 있었다.
게르만과 그의 친구 톰스키 백작이 등장하고, 게르만은 그의 최근의 우울한 기분의 이유를 밝히는데 그는 열정적이며 희망없는 사랑에 빠졌다고 한다. 자기는 가난한데 사랑하는 사람은 부유한 귀족의 영애라 어찌할 수 없다며 절망적인 아리아를 부른다. 한 산책 무리가 그들을 가로막는다. 젊은이는 봄 날씨를 기뻐하고, 늙은이는 지난 좋았던 날의 가버림에 슬퍼한다. 게르만은 자기의 사랑이 오기를 기대하는 희망이 조금 있다고는 하나, 만약 그가 틀렸다면, 그의 유일한 피난처는 죽음 뿐이다.
옐레츠키 대공이 등장한다. 그는 이제 막 약혼하였고, 우울함에 빠진 게르만을 제외한 다른이들의 축하받는다. 백작부인과 그녀의 손녀 리자가 등장하고, 옐레츠키 대공은 리자가 그의 약혼녀라 밝힌다. 그런데 리자와 백작부인 둘 다 게르만의 강렬한 눈빛에 어지러워지고, 게르만도 백작 부인의 시선에 동요한다. 옐레츠키는 리자의 동요를 눈치치고, 그녀와 백작 부인과 합류한다. 그들은 빠른 걸음으로 떠나고 톰스키는 그의 친구 게르만에게 백작 부인에 대하여 말한다. 백작 부인은 그녀의 젊은 시절에 도박에 빠져서 모스크바의 비너스 라는 별명을 얻었다. 그녀는 베르사이유의 카지노에서 모든 돈을 타로 게임에서 잃고서 절망스러워 했다. 하지만 그녀는 그녀를 흠모하던 St. Cermain과의 하룻 밤을 대가로 그에게서 이기는 비밀을 알았고, 그로 인해 잃었던 돈을 다시 찾을 수 있었다. 그 비밀은 바로 세개의 특별한 카드로 게임하는 것이다. 그녀는 나중에 그의 비밀을 남편과 한 잘생긴 젊은이에게 알려주었으나, 한 유령에 의해서, 그녀가 불타는 열정에 휩싸인 세 번째 남자에게서 죽음을 당할 것이라는 경고를 받고 도박에서 손을 뗀다.
게르만은 큰 흥미를 가지고 그 이야기를 경청한다. 수린과 체카린스키는 게르만을 약올리며, 그 백작 부인의 비밀을 밝혀내서 돈 잃는 위험없이 도박을 이길 수 있겠다고 한다. 폭풍우가 몰아치고 산책하던 사람들은 뿔뿔이 흩어지나, 게르만은 남아서 톰스키의 이야기와 그 백작 부인에 대해 골똘히 생각한다. 그러나 게르만은 리자를 향한 그의 열정에 더 사로잡혀있다. 게르만은 그녀가 대공의 약혼녀임에도 불구하고, 자신의 것이 될 것이라 맹세한다.
- 2장: 리자의 방

리자와 그녀의 친구들은 하프시코드를 연주하며 노래 부른다. 리자의 가장 친한 친구인 폴리나는 멜랑꼴리한 노래를 부르지만, 곧 행복한 날에 적절치 못한 행동이라 스스로 자책한 후, 다른 이들이 흥겨운 러시아 민속 춤과 노래를 부르도록 이끈다. 가정교사는 그러한 행동은 잘 자란 어린 숙녀들에게 적절치 못한 행동이라고 비난한다.
처녀들이 떠나고, 남겨진 리자는 옐레츠키가 이상적인 남편감으로 모든 자질을 갖췄지만, 그녀는 행복하지 않다는 사실을 곰곰이 생각한다. 리자는 마치 떨어진 천사처럼, 게르만의 불타는 시선을 잊을 수 없었다.
게르만이 갑자기 그녀의 발코니를 향하는 문간에 나타나, 그의 열정을 외치고, 영원히 떠나기 전 마지막으로 그녀를 바라보길 간청한다. 리자는 감동받지만, 그에게 가달라고 애원한다. 백작 부인이 소란스러움에 동요되어 무슨 일인지 보기 위해 올라오자, 게르만은 몸을 숨긴다. 리자는 백작 부인에게 자신은 쉬지 못하고, 잠들지 못했다고 말한다. 백작 부인이 떠나고, 리자는 게르만에게 그녀가 그를 사랑한다고 시인한다.

### 2막
- 1장:화려한 무도회장

게르만의 친구들은 게르만이 세 개의 카드 이야기에 집착하고 있다고 의심하고, 그를 약올리기로 결심한다. 그들은 이 장면에서 게르만 뒤에 나타나 속삭이자, 그는 자신이 깨어있는지 꿈꾸는지 확신하지 못한다.
리자는 옐레츠키를 피하지만, 대공은 그녀에게 그의 헌신적인 사랑을 확신시킨다. 리자는 게르만에게 쪽지를 쓰고, 무도회장에서 그를 만나기로 약속한다. 목가적인 마스크극이 흥겹게 한다. 리자는 게르만에게 다음 방에 만나자고 말하고, 그가 어떻게 백작 부인의 방을 거치지 않고 자신의 방에 도착할 수 있는지 설명한다. 게르만은 오늘밤이어야 한다고 말하고, 리자는 동의한다. 여황이 그 무도회장에 도착한다.
- 2장: 백작 부인의 침실, 늦은 밤

게르만은 운명이 그가 백작 부인의 침실에 가도록 조정하고 있음을 깨닫는다. 그는 이상한 운명이 그의 삶과 그녀의 운명에 연결되어 있음을 느끼고, 백작 부인에게서 비밀을 얻기로 결심한다. 세장의 카드에 대한 그의 집착은 리자를 향한 사랑을 넘어서기 시작했고, 열정적인 강도로 한때 아름답기로 유명한 백작 부인의 초상화를 응시한다.
게르만은 백작 부인과 리자가 안으로 들어오자 숨어있는다. 리자는 그녀의 방으로 향하고, 백작 부인은 잠잘 준비를 한다. 그녀가 의자에 기대며, 그녀의 젊은 날을 회상한다. 그녀는 깨어나 게르만이 그녀 뒤에 서있는 것을 발견한다. 게르만은 그녀에게 비밀에 관해 조용히 묻고, 그녀를 위협하지 않으려고 하지만, 백작 부인은 공포에 질려 침묵한 채 그를 응시한다. 그가 난폭해지며, 마침내 백작 부인에게 권총으로 위협한다.
백작 부인은 놀라 죽게 되고, 리자는 소음을 듣고 달려나와 백작부인이 비밀을 밝히지 않은 채 죽었다는 것에 애통해하는 게르만을 발견한다. 자신에 대한 사랑이 아니라, 카드의 비밀을 노리고 왔다는 것을 비난하며, 리자는 그를 내보낸다.

### 3막
- 1장: 막사의 게르만의 방

게르만은 리자에게서 온 편지를 읽는다. 백작 부인을 죽음으로 내몬 죄를 용서하며, 강둑에서 그녀를 만나길 만나자는 간청이 담긴 편지. 게르만은 백작 부인의 장례식과 그녀의 시체가 자신에게 윙크한 환영을 골똘히 생각한다. 백작 부인의 유령이 나타나, 게르만에게 그 비밀의 세개의 카드를 알려준다: 3, 7, 에이스. 게르만은 넋을 잃고 그 말을 반복한다. 유령이 사라지자, 그는 쾌재를 부르며 서둘러 리자를 만나기 위해 밖으로 뛰어나간다.
- 2장: 한밤의 강둑

리자는 고뇌에 가득찬 채로 기다린다. 그녀는 비록 게르만의 무죄를 믿으려고 하지만, 리자는 최악에 상황을 두려워하고, 그녀 역시 살인자의 저주에 낙인찍혔음을 느낀다. 만약 12시까지 그가 오지 않는다면, 리자는 모든 것이 끝났다는 것을 알 것이다. 마지막 종이 울리자 게르만이 나타나고, 리자는 그를 기쁨에 가득차 맞이하고, 게르만도 그러하다. 리자는 지구 끝까지라도 그를 따를 것이라 약속히자만, 게르만은 돈을 따기 위해서 도박장에 가야한다고 우긴다. 게르만은 백작부인에게서 카드의 비밀을 알아내려 했고 죽음의 책임이 자기에게 있다고 무감각하게 말한다. 그리고 카드의 비밀을 알아내었음을 자랑하며 이제 이를 이용할 거라고 말한다. 그 말에 크게 배신감을 느낀 그녀는 다시 그를 '도박꾼', '살인자'라고 몰아붙인다. 그러나 리자의 말을 듣기에는 너무나 망상에 사로잡힌 게르만. 그는 그녀를 밀어재치고 도박장으로 달려간다. 리자는 이제 더 이상 고통을 견딜 수가 없다. 모든 것을 잃은 것을 깨달은 리자는 강으로 몸을 던진다.
- 3장:도박장

관리들이 도박하고, 즐거워한다. 옐레츠키는 그전까지 한번도 도박해 본 적이 없지만, 깨져버린 약혼을 복수하기 위해 게르만을 찾으려 그들에게 합류한다. "사랑에는 불운한 자, 카드에는 운이 좋네" 톰스키는 노래를 사람들을 즐겁게 한다. 그러자 체카린스키가 전통적인 도박꾼들의 노래를 한다. 모두가 도박할 준비를 하던 중 게르만이 거칠고 불안정한 모습으로 나타나자 모두들 놀란다. 옐레츠키는 톰스키에게 만약 결투가 일어나면, 그의 입회자가 되달라고 요청한다. 게르만은 오직 도박만 할 생각으로 카드의 뒤집기에 많은 돈을 걸고, 3과 7 카드로 연달아 이긴다. 그는 와인 잔을 들어서 “인생은 게임이다”라고 외친다. 옐레츠키는 다음 판에서 게르만의 도전을 받아들인다. 게르만이 에이스로 믿고 있는 카드에 판돈을 모두 걸지만, 옐레츠키가 뒤집어 확인한 카드는 스페이드의 여왕이다. 그때 나타난 백작 부인의 유령을 보고, 게르만은 미쳐서 스스로를 칼로 찌른다. 그는 죽어가면서 겨우 정신이 들어, 옐레츠키에게 용서를 구하고, 리자를 향한 그의 사랑을 기억하며, 그녀가 용서하기를 바란다. 모두가 게르만의 고통스런 영혼을 위해 기도한다.

## 유명한 아리아
- "난 아직 그녀의 이름을 모르네" (헤르만)
- "왜 이 눈물이" (리자)
- "용서해주오, 사랑스러운 존재여" (헤르만)
- "당신을 무엇보다도 더 사랑합니다" (옐레츠키)
- "슬픔에 지친다" (리자)
- "만약 예쁜 소녀들이 새처럼 난다면" (톰스키)